# Obraz Matki Bożej Kończyckiej
Cudowny wizerunek Matki Bożej Kończyckiej – łaskami słynący obraz nieznanego autorstwa znajdujący się w kościele pw. Narodzenia Najświętszej Maryi Panny w Kończycach Małych w powiecie cieszyńskim.
Obraz jest jednym z najpiękniejszych późnogotyckich wizerunków maryjnych na terenie diecezji bielsko-żywieckiej. Wizerunek został wykonany przy pomocy farb i złotej folii na lipowej desce o rozmiarach 175cm wysokości i 145,5cm szerokości. Konterfekt przedstawia Najświętszą Maryję Pannę, która swą lewą ręką obejmuje Dzieciątko Jezus, natomiast w prawej trzyma rozwinięty dmuchawiec. Najprawdopodobniej jest to jedyne na świecie przedstawienie Matki Najświętszej dzierżącej w ręku mniszek lekarski. 

## Historia
Obraz pochodzi z początku XVI wieku i został prawdopodobnie namalowany na Słowacji lub Morawach, chociaż nie można wykluczyć jako miejsca powstania środowiska krakowskiego lub wrocławskiego.
Najstarsza wzmianka o obecności obrazu w Kończycach Małych pochodzi z 1679 roku. W XVIII wieku był nazywany „Cudowną Matką Boską Kończycką Uzdrowienia Chorych”. W szczytowym czasie popularności wizerunku pielgrzymowano do niego z okolicznych miejscowości, a także z różnych zakątków Księstwa Cieszyńskiego. Zwyczaj pielgrzymowania do Kończyckiej Madonny utrzymywał się jeszcze w latach pięćdziesiątych XX wieku, jednak później stopniowo zanikał.
Historycy sztuki podkreślają, że nieznany autor obrazu musiał być niezwykle utalentowany. Widać, że miał wyjątkowo sprawną rękę, gdyż kreski rysunku zostały poprowadzone niezwykle swobodnie. Można zauważyć, że projekt był bardzo dobrze przemyślany, gdyż w czasie powstawania dzieła artysta zmieniał lub dopracowywał szczegóły, bazując tylko na wcześniej narysowanych konturach. Wysoka jakość artystyczno-technologiczna przemawia za tym, że była to fundacja królewska, zapewne przeznaczona do świątyni o wysokiej randze. W zachowanych gniazdach znajdują się także zamontowane zawiasy, które wskazują na to, że obraz pierwotnie stanowił środkową część tryptyku.
W 1945 roku, w czasie działań wojennych, kościół parafialny został splądrowany i zniszczony. Skradziono wtedy m.in. liczne wota, które świadczyły o wysłuchanych prośbach i zaufaniu pątników do Pani Kończyckiej, obraz jednak został nietknięty. Od 1980 roku w kończyckim kościele co tydzień jest odprawiana nowenna do „Matki Bożej Kończyckiej”, a od maja 1985 roku, w każdy drugi piątek miesiąca, wierni gromadzą się w świątyni na modlitewnym czuwaniu nocnym.
Ze względu na wiernych ziemi cieszyńskiej, którzy z powodu szczególnej pobożności nawiedzają cudowny obraz, a także mając na uwadze istniejącą od czasów rozbiorów Polski tradycje kultu Matki Bożej w kończyckim kościele, biskup bielsko-żywiecki Tadeusz Rakoczy, po zasięgnięciu opinii Rady Kapłańskiej, 16 listopada 1999 roku nadał świątyni charakter lokalnego sanktuarium maryjnego.

## Konserwacja
W 2017 roku ze względu na zauważony, bardzo niebezpieczny dla obrazu, proces rozklejania się desek podobrazia, czego skutkiem były widoczne na licu pęknięcia, wizerunek został przekazany w ręce konserwatorów. Dziełem zajęli się specjaliści z pracowni na Wydziale Konserwacji i Restauracji Dzieł Sztuki Akademii Sztuk Pięknych w Krakowie. Podczas oględzin zauważono, że deski zostały zaatakowane przez drzewojady, które dokonały sporego spustoszenia, stąd potrzeba wykonania dużych fragmentów nowych uzupełnień. Pojawiły się także pęcherze, wskazujące na odspajanie się warstwy malarskiej od podobrazia, które od razu zabezpieczono specjalistyczną bibułką japońską. Konserwatorzy dokonali także specjalistycznych zdjęć lica i odwrocia wizerunku, a także poddali dzieło badaniom składu pierwiastkowego warstwy malarskiej metodą rentgenowskiej analizy fluorescencyjnej. Przeprowadzono także wnikliwe obserwacje zdjęć dmuchawców w różnej fazie pełności, dzięki czemu ostatecznie można było potwierdzić, iż w dłoni Matki Bożej Kończyciej na pewno jest dmuchawiec.
Prace konserwatorskie zakończono w grudniu 2018 roku.